# 项城郡
项城郡，中国南北朝时设置的郡。
北周灭北齐后，设置项城郡，治所不详，与陈郡、丹阳郡、淮阳郡同属于陈州。辖境约在今河南省周口市一带。隋文帝开皇开皇三年（583年）废项城郡，辖境直属于陈州。